# Costus productus
Costus productus är en enhjärtbladig växtart som beskrevs av Henry Allan Gleason och Paulus Johannes Maria Maas. Costus productus ingår i släktet Costus och familjen Costaceae.
Artens utbredningsområde är Peru.

## Underarter
Arten delas in i följande underarter:
- C. p. productus
- C. p. strigosus